# Гарбув
Гарбув (пол. Garbów) — село в Польше, центр одноимённой волости, Люблинский повет, Люблинское воеводство.
Через село протекает река Курувка.

## История
Впервые упомянуто в 1326 году как отдельный приход.
В XV веке в собственности клана Одрова. В 1785 году продано Яцеку Езерски, кастеляну Лукува и маршалу шляхты, который добился получения Магдебургского права.
Во время Восстания Костюшко 1794 года Гарбув был полем битвы в последней стычке между русскими войсками и повстанцами.
После вхождения в состав Российской империи статус города был отозван. Восстановление городского статуса намечено к 2030 году.
В настоящее время деревня официально разделена на два отдельных пункта: Габров I и Габров II. Вероятно, что они в конечном итоге сольются.

## Достопримечательности
Усадебный комплекс XIX века с дворцом и службами, архитектор Юзеф Дитрих.
1000-килограммовый колокол 1512 года, считающийся предшественником колокола «Зигмунт» в Вавеле.
Неоготическая церковь Преображения, построенная в 1908—1912 годах, с кирпичной пресвитерией начала XX века.
40-летняя движущая рождественская кроватка, выполненная народным художником А. Фиялковским
Фасад бывшей барочной приходской церкви XVIII века, сожжен в 1915 году.
Старое римско-католическое кладбище, где похоронены родители скульптора Зофии Трчиньска-Каминьска, первый воевода Люблина после восстановления независимости Польши Станислав Москалевский вместе со своей семьей, а также многие другие.
Подземная церковь с захоронениями местных настоятелей.
Позолоченный монстр 1638 года — подарок Петра Черни
Скульптуры святых и станций Креста Зофия Трчиньска-Каминска.
Органы 1923 года, считающиеся одними из лучших и крупнейших в архиепископии.

## Известные жители
Родился Григорий Голицын, в будущем генерал русской армии.